# Pseudomma jasi
Pseudomma jasi är en kräftdjursart som beskrevs av Meland och Brattegard 1995. Pseudomma jasi ingår i släktet Pseudomma och familjen Mysidae. Inga underarter finns listade i Catalogue of Life.